# Randesunds kommun
Randesunds kommun (norska: Randesund kommune) var en kommun i Vest-Agder fylke i södra Norge. Kommunen omfattade ett område i den östra delen av nuvarande Kristiansands kommun. Byn Randesund utgjorde kommunens centralort.

## Administrativ historik
Randesunds kommun upprättades den 31 december 1893 genom utbrytning ur Oddernes kommun. Kommunen hade 1 133 invånare vid upprättandet.
Den 1 januari 1965 gick Randesunds kommun, tillsammans med kommunerna Oddernes och Tveit, upp i Kristiansands kommun. Kommunens hade då 1 672 invånare.